# Baro Kunda (Lower River Region)
Baro Kunda ist eine Ortschaft im westafrikanischen Staat Gambia.
Nach einer Berechnung für das Jahr 2013 leben dort etwa 2056 Einwohner, das Ergebnis der letzten veröffentlichten Volkszählung von 1993 betrug 1773.

## Geographie
Baro Kunda, in der Lower River Region, Distrikt Jarra East, liegt rund 2,7 Kilometer westlich der South Bank Road rund fünf Kilometer südlich der Sofanyama Bridge.